# Ruta Estatal de California 35
La Ruta Estatal 35 (SR 35) en el estado de California, generalmente conocida como Skyline Boulevard, es una carretera de dos carriles que pasa a lo largo del occidente de Silicon Valley en California. Inicia desde la Autopista 17 a San Francisco en la Ruta Estatal 1. Provee vistas escénicas de las montañas de Santa Cruz, el Silicon Valley, Half Moon Bay y la Bahía de San Francisco. Debido a su alta elevación y ubicación es uno de los pocos lugares de la península septentrional del  Área de la Bahía en la cual la Bahía de San Francisco y el Océano Pacífico son visibles a la misma vez. Una característica de Skyline Boulevard es el histórico Kings Mountain en Woodside.  Skyline Blvd. ofrece vistas de Half Moon Bay como las cumbres de la Montaña Kings.
Fue originalmente designada como la Ruta Estatal 5, pero fue cambiada cuando se construyó la Interestatal 5 en 1964, para evitar la confusión.